# Cradock
Pour les articles homonymes, voir Cradock (homonymie).
Cradock est une ville d'Afrique du Sud située dans la province du Cap-Oriental dans la vallée de la Great Fish River, autrefois frontière orientale de la colonie du Cap. 
Cradock est située au nord-est de la ville de Port Elizabeth. 

## Démographie
Selon le recensement de 2011, la population de la ville de Cradock est de 36 671 habitants (61,83% de noirs, 25,45% de coloureds, et 11,81% de blancs), majoritairement de langue maternelle isiXhosa (55,92%) et afrikaans (38,17%) . Héritage de l'apartheid, la ville semi-rurale de Cradock est encore peuplée majoritairement de blancs (50,03% des 8 626 résidents) tandis que ses trois denses townships, Hillside, Lingelihle et Michausdal sont habités par la majorité (noire et coloured) de la population.

## Histoire

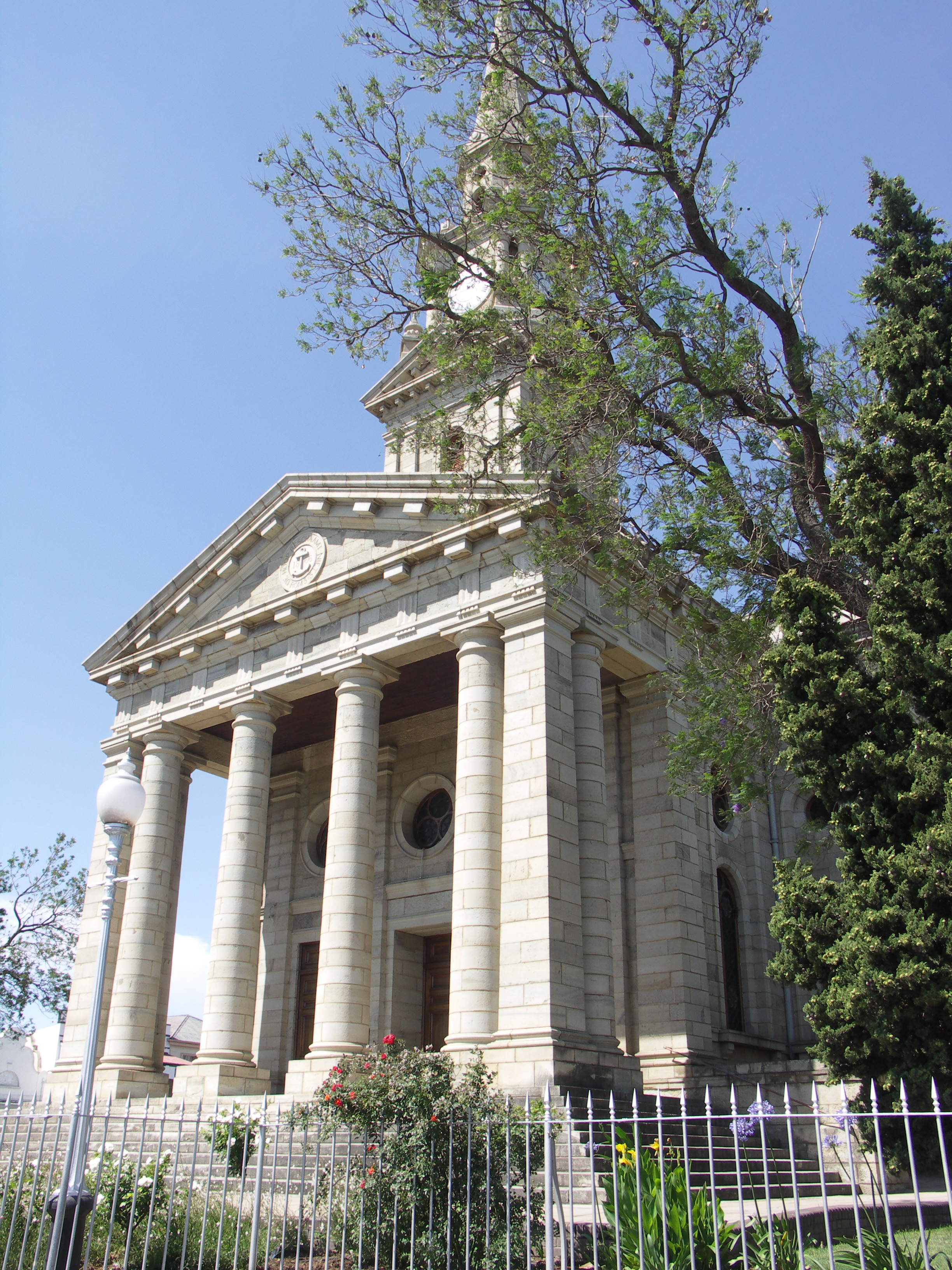
Église réformée hollandaise de Cradock

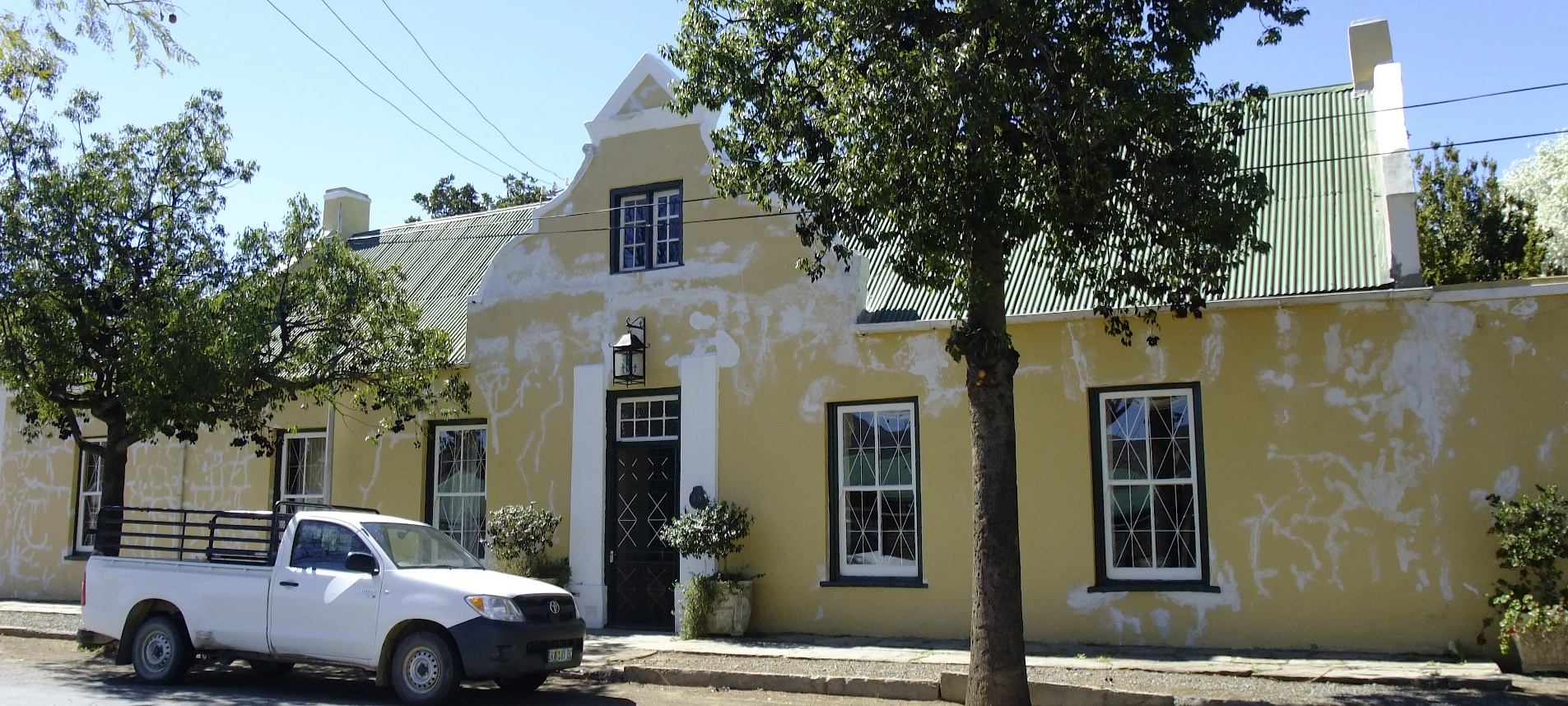
Maison de style Cap Dutch sur Bree Street

La ville de Cradock fut fondée le 27 août 1818 à la frontière des territoires Xhosas et baptisée au nom de John Cradock, le gouverneur du Cap de 1811 à 1813. 
À partir de 1820, des colons anglais furent invités à venir s'installer à Cradock et en 1848, la ville atteignait déjà 9 000 résidents (4 300 Blancs et 4 490 métis). Le peintre Thomas Baines visita la ville à cette époque, qu'il reproduisit dans quelques-unes de ses peintures. 
La ville devient une municipalité en 1873 et en 1881 est rallié par le chemin de fer.

## Administration
La municipalité locale de Cradock a été rebaptisée Inxuba Yethemba en 2000 quand celle-ci a intégré au côté de la ville de Cradock les villages et townships de Middelburg, de KwaNonzame, de Lingelihle, de Michausdal, de Midros et de Somerville. La municipalité d'Inxuba Yethemba fait elle-même partie du  district municipal Chris Hani.

## Transports
Cradock possède un aéroport (code AITA : CDO).

## Industrie

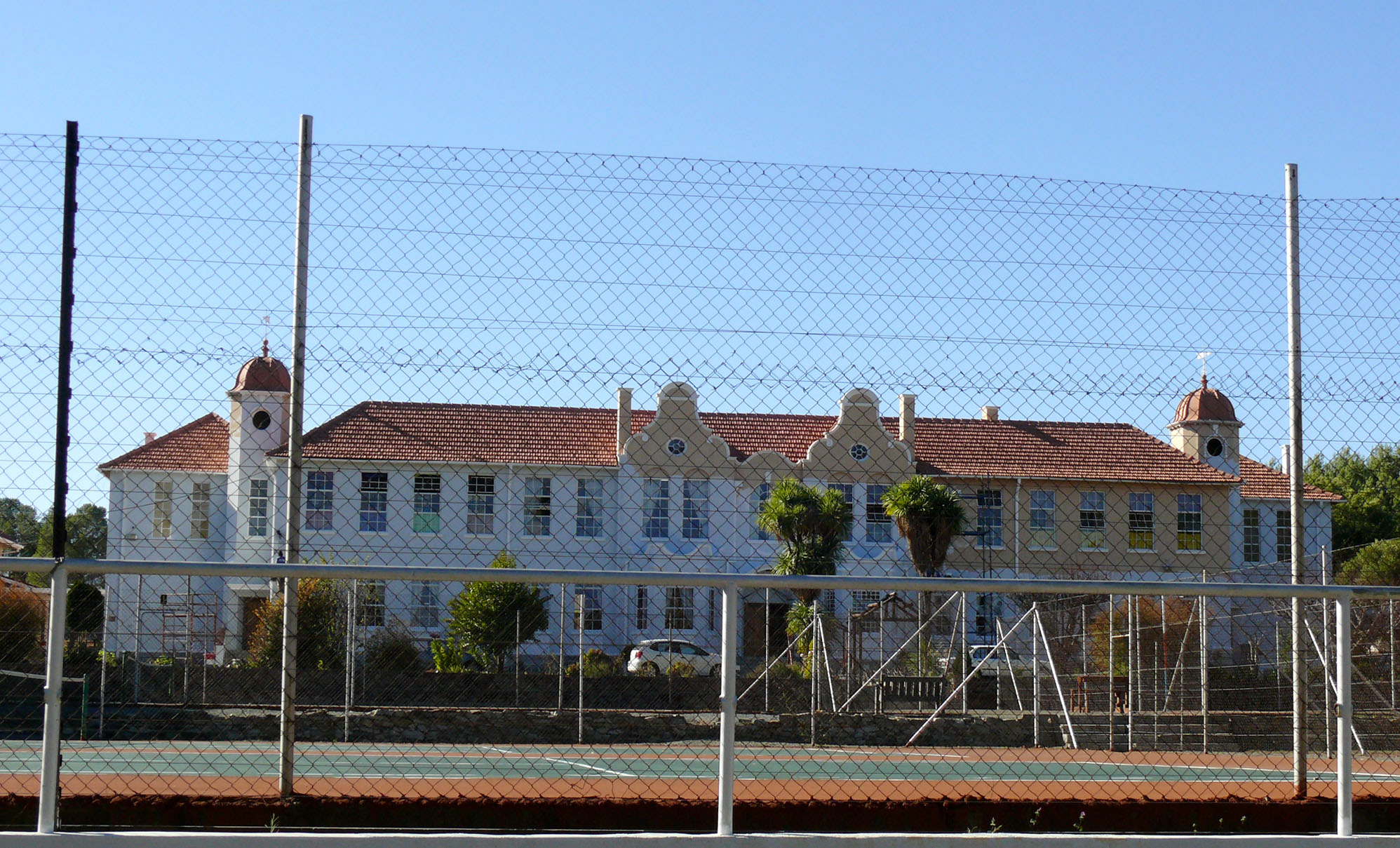
Lycée de Cradock

Cradock reste une ville rurale modeste pendant tout le XXe siècle et prospère malgré des périodes difficiles dans les années 1920 et 1930.  La ville a su tirer parti de son environnement, de la flore et de la faune du Karoo, de l'industrie de l'autruche et des terres irriguées par le fleuve Orange.  
Cradock est aujourd'hui un centre industriel lainier et une commune appréciée pour son climat et son thermalisme permettant de soigner les rhumatismes. 
La ville abrite chaque année le marathon en canoe de la Great Fish River.

## Personnalités locales
- Olive Coates Palgrave (1889-1963), illustratrice botanique.
- Hercules Christiaan van Heerden, membre du parlement pour Cradock (1910-1915), ministre de l'agriculture (1913-1920) et président du Sénat (1921-1929)